# Athlétisme aux Jeux panaméricains de 2007
Navigation
Les épreuves d'athlétisme des Jeux panaméricains de 2007 se sont déroulées du 22 au 29 juillet 2007 sur le Flamengo Park et au Estádio Olímpico João Havelange de Rio de Janeiro.

## Podiums

### Hommes
| Épreuves | Or                                       | Argent                                  | Bronze                                   |
| --- | ---------------------------------------- | --------------------------------------- | ---------------------------------------- |
| 100 m | Churandy Martina 10 s 15                 | Darvis Patton 10 s 17                   | Brendan Christian 10 s 26                |
| 200 m | Brendan Christian 20 s 37                | Marvin Anderson 20 s 38                 | Rubin Williams 20 s 57                   |
| 400 m | Chris Brown 44 s 85                      | Tyler Christopher 45 s 05               | Chris Lloyd 45 s 40                      |
| 800 m | Yeimer López 1 min 44 s 58 (CR, PB)      | Kléberson Davide 1 min 45 s 47          | Fabiano Peçanha 1 min 45 s 54            |
| 1 500 m | Hudson de Souza 3 min 36 s 32 (CR, PB)   | Juan Barrios 3 min 37 s 71              | Byron Piedra 3 min 37 s 88 (NR)          |
| 5 000 m | Ed Moran 13 min 25 s 60 (CR, PB)         | Juan Barrios 13 min 29 s 87             | Marílson Gomes dos Santos 13 min 30 s 87 |
| 10 000 m | José David Galván 28 min 8 s 74 (CR, PB) | Marílson Gomes dos Santos 28 min 9 s 30 | Alejandro Suárez 28 min 9 s 95           |
| Marathon | Franck de Almeida 2 min 14 s 03          | José Amado García 2 min 14 s 27         | Procopio Franco 2 min 15 s 18            |
| 20 km marche | Jefferson Pérez 1 h 22 min 8 s           | Rolando Saquipay 1 h 23 min 28 s        | Gustavo Restrepo 1 h 24 min 51 s         |
| 50 km marche | Xavier Moreno 3 h 52 min 7 s             | Horacio Nava 3 h 52 min 35 s            | Omar Zepeda 3 h 56 min 4 s               |
| 110 m haies | Dayron Robles 13 s 25                    | David Payne 13 s 43                     | Yoel Hernández 13 s 50                   |
| 400 m haies | Adam Kunkel 48 s 24                      | Bayano Kamani 48 s 70                   | LaRon Bennett 49 s 07                    |
| 3 000 m steeple | Joshua McAdams 8 min 30 s 49             | Michael Spence 8 min 32 s 11            | José Alberto Sánchez 8 min 36 s 07       |
| 4 × 100 m | Brésil 38 s 81                           | Canada 38 s 87                          | États-Unis 38 s 88                       |
| 4 × 400 m | Bahamas 3 min 1 s 94                     | États-Unis 3 min 2 s 44                 | République dominicaine 3 min 2 s 48      |
| Saut en hauteur | Víctor Moya 2,32 m                       | Donald Thomas 2,30 m                    | James Grayman 2,24 m                     |
| Saut à la perche | Fábio Gomes da Silva 5,40 m              | Giovanni Lanaro 5,30 m                  | Germán Chiaraviglio 5,20 m               |
| Saut en longueur | Irving Saladino 8,28 m                   | Wilfredo Martínez 7,92 m                | Bashir Ramzy 7,90 m                      |
| Triple saut | Jadel Gregório 17,27 m                   | Osniel Tosca 16,92 m                    | Yoandri Betanzos 16,90 m                 |
| Lancer du poids | Dylan Armstrong 20,10 m                  | Dorian Scott 20,06 m                    | Carlos Véliz 19,75 m                     |
| Lancer du disque | Michael Robertson 59,24 m                | Adam Kuehl 57,50 m                      | Dariusz Slowik 57,37 m                   |
| Lancer du marteau | James Steacy 73,77 m                     | Kibwe Johnson 73,23 m                   | Juan Ignacio Cerra 72,12 m               |
| Lancer du javelot | Guillermo Martínez 77,66 m               | Mike Hazle 75,33 m                      | Alexon Maximiano 75,04 m                 |
| Décathlon | Maurice Smith 8 278 pts (CR, PB)         | Yordanis García 8 113 pts               | Carlos Chinin 7 977 pts                  |
| Records et Performances - AR : Record continental (area record) - CR : Record des championnats (championship record) - MR : Record du meeting (meet record) - NR : Record national (national record) - OR : Record olympique (olympic record) - PR : Record paralympique (paralympic record) - PB : Record personnel (personal best) - SB : Meilleure performance personnelle de la saison (season's best) - WL : Meilleure performance mondiale de l'année (world leader) - WJR : Record du monde junior (world junior record) - WR : Record du monde (world record) Circonstances et Conditions - DNF : N'a pas terminé (did not finish) - DNS : N'a pas pris le départ (did not start) - DQ : Disqualification (disqualification) - NM : Aucun essai valable enregistré (No Mark) - Q : Qualifié « directement » au prochain tour (ou à la prochaine compétition), lors d'une compétition majeure, grâce au classement ou à la réalisation des minima (automatic qualifier) - q : Qualifié au prochain tour (ou à la prochaine compétition), lors d'une compétition majeure, grâce au repêchage ou à la réalisation de l'une des meilleures performances parmi celles des « non qualifiés directement » (grâce au meilleur temps ou à la meilleure distance par exemple) (secondary qualifier) |                                          |                                         |                                          |

### Femmes
| Épreuves | Or                                                                             | Argent                                                                                      | Bronze                                                                         |
| --- | ------------------------------------------------------------------------------ | ------------------------------------------------------------------------------------------- | ------------------------------------------------------------------------------ |
| 100 m | Mikele Barber 11 s 02 (GR)                                                     | Mechelle Lewis 11 s 24                                                                      | Chandra Sturrup 11 s 29                                                        |
| 200 m | Roxana Díaz 22 s 90                                                            | Sheri-Ann Brooks 22 s 92                                                                    | Sherry Fletcher 22 s 96                                                        |
| 400 m | Ana Guevara 50 s 34                                                            | Christine Amertil 50 s 99                                                                   | Indira Terrero 51 s 09                                                         |
| 800 m | Diane Cummins 1 min 59 s 75                                                    | Rosibel García 2 min 00 s 02                                                                | Zulia Calatayud 2 min 00 s 34                                                  |
| 1 500 m | Juliana Paula dos Santos 4 min 13 s 36                                         | Mary Jayne Harrelson 4 min 15 s 24                                                          | Rosibel García 4 min 15 s 78 (NR)                                              |
| 5 000 m | Megan Metcalfe 15 min 35 s 78                                                  | Catherine Ferrell 15 min 42 s 01                                                            | Nora Leticia Rocha 15 min 43 s 80                                              |
| 10 000 m | Sara Slattery 32 min 54 s 41 (GR)                                              | Dulce María Rodríguez 32 min 56 s 75                                                        | Lucélia Peres 33 min 19 s 48                                                   |
| Marathon | Mariela González 2 h 43 min 11 s                                               | Marcia Narloch 2 h 45 min 10 s                                                              | Sirlene Pinho 2 h 47 min 36 s                                                  |
| 20 km marche | Cristina López 1 h 38 min 59 s                                                 | Miriam Ramón 1 h 40 min 03 s                                                                | María Esther Sánchez 1 h 41 min 47 s                                           |
| 100 m haies | Delloreen Ennis-London 12 s 65 (GR)                                            | Perdita Felicien 12 s 65                                                                    | Angela Whyte 12 s 72                                                           |
| 400 m haies | Sheena Johnson 54 s 64                                                         | Nickiesha Wilson 54 s 94                                                                    | Nicole Leach 54 s 97                                                           |
| 3 000 m steeple | Sabine Heitling 9 min 51 s 13 (GR)                                             | Talis Apud 9 min 55 s 43 (NR)                                                               | Zenaide Vieira 9 min 55 s 71                                                   |
| 4 × 100 m | Jamaïque Sheri-Ann Brooks Tracy-Ann Rowe Aleen Bailey Peta-Gaye Dowdie 43 s 58 | États-Unis Shareese Woods Mechelle Lewis Alexis Weatherspoon Mikele Barber 43 s 62          | Cuba Virgen Benavides Roxana Díaz Misleidys Lazo Anay Tejeda 43 s 80           |
| 4 × 400 m | Cuba Aymee Martinez Daimí Pernía Zulia Calatayud Indira Terrero 3 min 27 s 51  | Mexique Maria Teresa Rugerio Gabriela E. Medina Zudikey Rodriguez Ana Guevara 3 min 27 s 75 | États-Unis Debbie Dunn Angel Perkins Latonia Wilson Nicole Leach 3 min 37 s 84 |
| Saut en hauteur | Romary Rifka 1,95 m                                                            | Nicole Forrester 1,95 m                                                                     | Levern Spencer 1,87 m                                                          |
| Saut en longueur | Maurren Maggi 6,84 m                                                           | Keila Costa 6,73 m                                                                          | Yargelis Savigne 6,66 m                                                        |
| Triple saut | Yargelis Savigne 14,80 m (GR)                                                  | Keila Costa 14,38 m                                                                         | Mabel Gay 14,26 m                                                              |
| Saut à la perche | Fabiana Murer 4,60 m (GR)                                                      | April Steiner 4,40 m                                                                        | Yarisley Silva 4,30 m                                                          |
| Lancer du poids | Misleydis González 18,83 m                                                     | Yumileidi Cumbá 18,28 m                                                                     | Cleopatra Borel-Brown 18,22 m                                                  |
| Lancer du disque | Yarelis Barrios 61,72 m                                                        | Yania Ferrales 61,71 m                                                                      | Elisângela Adriano 60,27 m                                                     |
| Lancer du marteau | Yipsi Moreno 75,20 m (GR)                                                      | Arasay Thondike 68,70 m                                                                     | Jennifer Dahlgren 68,37 m                                                      |
| Lancer du javelot | Osleidys Menéndez 62,34 m                                                      | Sonia Bisset 60,68 m                                                                        | Laverne Eve 58,10 m                                                            |
| Heptathlon | Jessica Zelinka 6 136 pts                                                      | Gretchen Quintana 6 000 pts                                                                 | Lucimara da Silva 5 873 pts                                                    |
| Records et Performances - AR : Record continental (area record) - CR : Record des championnats (championship record) - MR : Record du meeting (meet record) - NR : Record national (national record) - OR : Record olympique (olympic record) - PR : Record paralympique (paralympic record) - PB : Record personnel (personal best) - SB : Meilleure performance personnelle de la saison (season's best) - WL : Meilleure performance mondiale de l'année (world leader) - WJR : Record du monde junior (world junior record) - WR : Record du monde (world record) Circonstances et Conditions - DNF : N'a pas terminé (did not finish) - DNS : N'a pas pris le départ (did not start) - DQ : Disqualification (disqualification) - NM : Aucun essai valable enregistré (No Mark) - Q : Qualifié « directement » au prochain tour (ou à la prochaine compétition), lors d'une compétition majeure, grâce au classement ou à la réalisation des minima (automatic qualifier) - q : Qualifié au prochain tour (ou à la prochaine compétition), lors d'une compétition majeure, grâce au repêchage ou à la réalisation de l'une des meilleures performances parmi celles des « non qualifiés directement » (grâce au meilleur temps ou à la meilleure distance par exemple) (secondary qualifier) |                                                                                |                                                                                             |                                                                                |

## Résultats détaillés

### 100 m
| Rang | Pays                       | Athlète           | Temps   |
| ---- | -------------------------- | ----------------- | ------- |
| 1    | Antilles néerlandaises     | Churandy Martina  | 10 s 15 |
| 2    | États-Unis                 | Darvis Patton     | 10 s 17 |
| 3    | Antigua-et-Barbuda         | Brendan Christian | 10 s 26 |
| 4    | Cuba                       | Jenris Vizcaíno   | 10 s 31 |
| 5    | Saint-Christophe-et-Niévès | Kim Collins       | 10 s 31 |
| 6    | États-Unis                 | J-Mee Samuels     | 10 s 33 |
| 7    | Brésil                     | Vicente de Lima   | 10 s 37 |
| 8    | Canada                     | Anson Henry       | 10 s 38 |

| Rang | Pays                        | Athlète          | Temps        |
| ---- | --------------------------- | ---------------- | ------------ |
| 1    | États-Unis                  | Mikele Barber    | 11 s 02 (RJ) |
| 2    | États-Unis                  | Mechelle Lewis   | 11 s 24      |
| 3    | Bahamas                     | Chandra Sturrup  | 11 s 29      |
| 4    | Îles Vierges britanniques   | Tahesia Harrigan | 11 s 34      |
| 5    | Grenade                     | Sherry Fletcher  | 11 s 36      |
| 6    | Saint-Christophe-et-Niévès  | Virgil Hodge     | 11 s 40      |
| 7    | Îles Vierges des États-Unis | Laverne Jones    | 11 s 49      |
| 8    | Jamaïque                    | Tracy-Ann Rowe   | 11 s 56      |

### 200 m
| Rang | Pays               | Athlète            | Temps   |
| ---- | ------------------ | ------------------ | ------- |
| 1    | Antigua-et-Barbuda | Brendan Christian  | 20 s 37 |
| 2    | Jamaïque           | Marvin Anderson    | 20 s 38 |
| 3    | États-Unis         | Rubin Williams     | 20 s 57 |
| 4    | Bahamas            | Michael Mathieu    | 20 s 89 |
| 5    | Trinité-et-Tobago  | Emmanuel Callander | 21 s 03 |
| 6    | Cuba               | Michael Herrera    | DNF     |
| 7    | Brésil             | Sandro Viana       | DQ      |
| 8    | États-Unis         | Jordan Vaden       | DNS     |

| Rang | Pays                       | Athlète          | Temps   |
| ---- | -------------------------- | ---------------- | ------- |
| 1    | Cuba                       | Roxana Díaz      | 22 s 90 |
| 2    | Jamaïque                   | Sheri-Ann Brooks | 22 s 92 |
| 3    | Grenade                    | Sherry Fletcher  | 22 s 96 |
| 4    | Saint-Christophe-et-Niévès | Virgil Hodge     | 23 s 05 |
| 5    | Jamaïque                   | Aleen Bailey     | 23 s 09 |
| 6    | Colombie                   | Felipa Palacios  | 23 s 34 |
| 7    | États-Unis                 | Shareese Woods   | 23 s 34 |
| 8    | États-Unis                 | Latonia Wilson   | 23 s 50 |

### 400 m
| Rang | Pays       | Athlète           | Temps   |
| ---- | ---------- | ----------------- | ------- |
| 1    | Bahamas    | Chris Brown       | 44 s 85 |
| 2    | Canada     | Tyler Christopher | 45 s 05 |
| 3    | Dominique  | Chris Lloyd       | 45 s 40 |
| 4    | Cuba       | William Collazo   | 45 s 45 |
| 5    | Grenade    | Alleyne Francique | 45 s 49 |
| 6    | Bahamas    | Avard Moncur      | 45 s 51 |
| 7    | États-Unis | Jamaal Torrance   | 46 s 05 |
| 8    | États-Unis | Lionel Larry      | dnf     |

| Rang | Pays                        | Athlète           | Temps   |
| ---- | --------------------------- | ----------------- | ------- |
| 1    | Mexique                     | Ana Guevara       | 50 s 34 |
| 2    | Bahamas                     | Christine Amertil | 50 s 99 |
| 3    | Cuba                        | Indira Terrero    | 51 s 09 |
| 4    | Jamaïque                    | Shereefa Lloyd    | 51 s 19 |
| 5    | Jamaïque                    | Davita Prendagast | 51 s 90 |
| 6    | États-Unis                  | Monique Henderson | 52 s 28 |
| 7    | Îles Vierges des États-Unis | Laverne Jones     | 52 s 97 |
| 8    | États-Unis                  | Debbie Dunn       | 52 s 97 |

### 800 m
| Rang | Pays       | Athlète          | Temps              |
| ---- | ---------- | ---------------- | ------------------ |
| 1    | Cuba       | Yeimer López     | 1 min 44 s 58 (RJ) |
| 2    | Brésil     | Kléberson Davide | 1 min 45 s 47      |
| 3    | Brésil     | Fabiano Peçanha  | 1 min 45 s 54      |
| 4    | Canada     | Achraf Tadili    | 1 min 46 s 07      |
| 5    | Cuba       | Andy González    | 1 min 47 s 06      |
| 6    | Jamaïque   | Aldwyn Sappleton | 1 min 47 s 14      |
| 7    | Argentine  | Gustavo Aguirre  | 1 min 47 s 23      |
| 8    | Porto Rico | David Freeman    | 1 min 47 s 31      |

| Rang | Pays              | Athlète         | Temps         |
| ---- | ----------------- | --------------- | ------------- |
| 1    | Canada            | Diane Cummins   | 1 min 59 s 75 |
| 2    | Colombie          | Rosibel García  | 2 min 00 s 02 |
| 3    | Cuba              | Zulia Calatayud | 2 min 00 s 34 |
| 4    | Guyana            | Marian Burnett  | 2 min 00 s 40 |
| 5    | Brésil            | Josiane Tito    | 2 min 01 s 41 |
| 6    | États-Unis        | Alysia Johnson  | 2 min 02 s 57 |
| 7    | Jamaïque          | Ysanne Williams | 2 min 03 s 18 |
| 8    | Trinité-et-Tobago | Melissa de Leon | 2 min 03 s 63 |

### 1 500 m
| Rang | Pays       | Athlète           | Temps              |
| ---- | ---------- | ----------------- | ------------------ |
| 1    | Brésil     | Hudson de Souza   | 3 min 36 s 32 (RJ) |
| 2    | Mexique    | Juan Luis Barrios | 3 min 37 s 71      |
| 3    | Équateur   | Bayron Piedra     | 3 min 37 s 88 (RN) |
| 4    | Argentine  | Javier Carriqueo  | 3 min 38 s 62 (RN) |
| 5    | Brésil     | Fabiano Peçanha   | 3 min 39 s 58      |
| 6    | Venezuela  | Eduar Villanueva  | 3 min 41 s 74      |
| 7    | Venezuela  | Nico Herrera      | 3 min 42 s 18      |
| 8    | Porto Rico | Luis Soto         | 3 min 42 s 29      |

| Rang | Pays       | Athlète                  | Temps              |
| ---- | ---------- | ------------------------ | ------------------ |
| 1    | Brésil     | Juliana Paula dos Santos | 4 min 13 s 36      |
| 2    | États-Unis | Mary Jayne Harrelson     | 4 min 15 s 24      |
| 3    | Colombie   | Rosibel García           | 4 min 15 s 78 (RN) |
| 4    | Guyana     | Marian Burnett           | 4 min 17 s 91 (RN) |
| 5    | Porto Rico | Lysaira del Valle        | 4 min 18 s 40      |
| 6    | États-Unis | Lindsey Gallo            | 4 min 18 s 87      |
| 7    | Brésil     | Sabine Heitling          | 4 min 19 s 21      |
| 8    | Argentine  | Valeria Rodríguez        | 4 min 21 s 67      |

### 5 000 m
| Rang | Pays       | Athlète           | Temps               |
| ---- | ---------- | ----------------- | ------------------- |
| 1    | États-Unis | Ed Moran          | 13 min 25 s 60 (RJ) |
| 2    | Mexique    | Juan Luis Barrios | 13 min 29 s 87      |
| 3    | Brésil     | Marílson Santos   | 13 min 30 s 68      |
| 4    | Mexique    | José David Galván | 13 min 38 s 31      |
| 5    | Argentine  | Javier Carriqueo  | 13 min 52 s 36      |
| 6    | Venezuela  | Freddy González   | 13 min 52 s 79      |
| 7    | Colombie   | William Naranjo   | 13 min 56 s 45      |
| 8    | Colombie   | Javier Guarín     | 14 min 27 s 89      |

| Rang | Pays       | Athlète               | Temps          |
| ---- | ---------- | --------------------- | -------------- |
| 1    | Canada     | Megan Metcalfe        | 15 min 35 s 78 |
| 2    | États-Unis | Catherine Ferrell     | 15 min 42 s 01 |
| 3    | Mexique    | Nora Leticia Rocha    | 15 min 43 s 80 |
| 4    | Mexique    | Dulce María Rodríguez | 15 min 46 s 89 |
| 5    | Brésil     | Lucélia Peres         | 15 min 47 s 61 |
| 6    | Colombie   | Bertha Sánchez        | 15 min 49 s 97 |
| 7    | Brésil     | Ednalva da Silva      | 15 min 55 s 46 |
| 8    | États-Unis | Mandi Zemba           | 16 min 08 s 09 |

### 10 000 m
| Rang | Pays       | Athlète                   | Temps               |
| ---- | ---------- | ------------------------- | ------------------- |
| 1    | Mexique    | José David Galván         | 28 min 08 s 74 (RJ) |
| 2    | Brésil     | Marilson Gomes dos Santos | 28 min 09 s 30      |
| 3    | Mexique    | Alejandro Suárez          | 28 min 09 s 95      |
| 4    | États-Unis | Jorge Torres              | 28 min 28 s 48      |
| 5    | Brésil     | Clodoaldo da Silva        | 28 min 28 s 92      |
| 6    | États-Unis | Jason Hartmann            | 29 min 02 s 89      |
| 7    | Colombie   | William Naranjo           | 29 min 13 s 93      |
| 8    | Venezuela  | Freddy González           | 29 min 38 s 04      |

| Rang | Pays       | Athlète                   | Temps               |
| ---- | ---------- | ------------------------- | ------------------- |
| 1    | États-Unis | Sara Slattery             | 32 min 54 s 41 (RJ) |
| 2    | Mexique    | Dulce María Rodríguez     | 32 min 56 s 75      |
| 3    | Brésil     | Lucélia Peres             | 33 min 19 s 48      |
| 4    | Mexique    | Nora Leticia Rocha        | 33 min 33 s 72      |
| 5    | Pérou      | Inés Melchor              | 33 min 36 s 17 (RN) |
| 6    | États-Unis | Emily McCabe              | 33 min 39 s 61      |
| 7    | Brésil     | Ednalva Laureano da Silva | 34 min 09 s 21      |
| 8    | Colombie   | Bertha Sánchez            | 34 min 13 s 25      |

### Marathon
| Rang | Pays       | Athlète            | Temps           |
| ---- | ---------- | ------------------ | --------------- |
| 1    | Brésil     | Franck de Almeida  | 2 h 14 min 03 s |
| 2    | Guatemala  | Amado García       | 2 h 14 min 27 s |
| 3    | Mexique    | Procopio Franco    | 2 h 15 min 18 s |
| 4    | États-Unis | Jacob Frey         | 2 h 16 min 44 s |
| 5    | Venezuela  | Luis Fonseca       | 2 h 17 min 04 s |
| 6    | États-Unis | Chris Lundstrom    | 2 h 18 min 05 s |
| 7    | Colombie   | Diego Colorado     | 2 h 20 min 01 s |
| 8    | Mexique    | Francisco Bautista | 2 h 21 min 05 s |

| Rang | Pays       | Athlète           | Temps           |
| ---- | ---------- | ----------------- | --------------- |
| 1    | Cuba       | Mariela González  | 2 h 43 min 11 s |
| 2    | Brésil     | Marcia Narloch    | 2 h 45 min 10 s |
| 3    | Brésil     | Sirlene Pinho     | 2 h 47 min 36 s |
| 4    | Cuba       | Jessica Rodríguez | 2 h 48 min 11 s |
| 5    | Cuba       | Yailén García     | 2 h 49 min 52 s |
| 6    | Colombie   | Ruby Riativa      | 2 h 51 min 35 s |
| 7    | États-Unis | Chris Lundy       | 2 h 51 min 56 s |
| 8    | États-Unis | Emily Mortensen   | 3 h 02 min 00 s |

### 110 m haies/100 m haies
| Rang | Pays       | Athlète          | Temps   |
| ---- | ---------- | ---------------- | ------- |
| 1    | Cuba       | Dayron Robles    | 13 s 25 |
| 2    | États-Unis | David Payne      | 13 s 43 |
| 3    | Cuba       | Yoel Hernández   | 13 s 50 |
| 4    | Barbade    | Ryan Brathwaite  | 13 s 70 |
| 5    | Brésil     | Anselmo da Silva | 13 s 72 |
| 6    | Jamaïque   | Eric Keddo       | 13 s 91 |
| 7    | États-Unis | Bashir Ramzy     | 14 s 09 |
| 8    | Porto Rico | Héctor Cotto     | 14 s 09 |

| Rang | Pays       | Athlète                | Temps        |
| ---- | ---------- | ---------------------- | ------------ |
| 1    | Jamaïque   | Delloreen Ennis-London | 12 s 65 (RJ) |
| 2    | Canada     | Perdita Felicien       | 12 s 65      |
| 3    | Canada     | Angela Whyte           | 12 s 72      |
| 4    | Jamaïque   | Vonette Dixon          | 12 s 86      |
| 5    | Cuba       | Anay Tejeda            | 12 s 95      |
| 6    | États-Unis | Jenny Adams            | 13 s 15      |
| 7    | Haïti      | Nadine Faustin-Parker  | 13 s 26      |
| 8    | États-Unis | Yvette Lewis           | 13 s 69      |

### 400 m haies
| Rang | Pays                   | Athlète           | Temps        |
| ---- | ---------------------- | ----------------- | ------------ |
| 1    | Canada                 | Adam Kunkel       | 48 s 24 (RN) |
| 2    | Panama                 | Bayano Kamani     | 48 s 70      |
| 3    | États-Unis             | Laron Bennett     | 49 s 07      |
| 4    | République dominicaine | Felix Sánchez     | 49 s 28      |
| 5    | Jamaïque               | Dean Griffiths    | 49 s 30      |
| 6    | Porto Rico             | Javier Culson     | 49 s 46      |
| 7    | Brésil                 | Mahau Suguimati   | 49 s 63      |
| 8    | Brésil                 | Raphael Fernández | 51 s 76      |

| Rang | Pays              | Athlète          | Temps   |
| ---- | ----------------- | ---------------- | ------- |
| 1    | États-Unis        | Sheena Johnson   | 54 s 64 |
| 2    | Jamaïque          | Nickiesha Wilson | 54 s 94 |
| 3    | États-Unis        | Nicole Leach     | 54 s 97 |
| 4    | Jamaïque          | Shevon Stewart   | 55 s 42 |
| 5    | Barbade           | Andrea Blackett  | 56 s 02 |
| 6    | Brésil            | Lucimar Teodoro  | 56 s 58 |
| 7    | Trinité-et-Tobago | Jeneil Bellille  | 57 s 42 |
| 8    | Cuba              | Daimí Pernía     | 59 s 71 |

### 3 000 m steeple
| Rang | Pays       | Athlète              | Temps              |
| ---- | ---------- | -------------------- | ------------------ |
| 1    | États-Unis | Josh McAdams         | 8 min 30 s 49      |
| 2    | États-Unis | Michael Spence       | 8 min 32 s 11      |
| 3    | Cuba       | José Alberto Sánchez | 8 min 36 s 07      |
| 4    | Brésil     | Gladson Barbosa      | 8 min 40 s 32      |
| 5    | Pérou      | Mario Bazán          | 8 min 44 s 70 (RN) |
| 6    | Brésil     | Celso Ficagna        | 8 min 45 s 94      |
| 7    | Argentine  | Santiago Figueroa    | 8 min 46 s 06      |
| 8    | Porto Rico | Alexander Greaux     | 8 min 59 s 47      |

| Rang | Pays       | Athlète               | Temps              |
| ---- | ---------- | --------------------- | ------------------ |
| 1    | Brésil     | Sabine Heitling       | 9 min 51 s 13 (RJ) |
| 2    | Mexique    | Talis Apud            | 9 min 55 s 43 (RN) |
| 3    | Brésil     | Zenaide Vieira        | 9 min 55 s 71      |
| 4    | États-Unis | Desiraye Osburn-Speer | 9 min 59 s 11      |
| 5    | États-Unis | Kristin Anderson      | 10 min 08 s 67     |
| 6    | Colombie   | Ángela Figueroa       | 10 min 14 s 92     |

### 20 km marche
| Rang | Pays       | Athlète               | Temps           |
| ---- | ---------- | --------------------- | --------------- |
| 1    | Équateur   | Jefferson Pérez       | 1 h 22 min 08 s |
| 2    | Équateur   | Rolando Saquipay      | 1 h 23 min 28 s |
| 3    | Colombie   | Gustavo Restrepo      | 1 h 24 min 51 s |
| 4    | Brésil     | Mario dos Santos      | 1 h 29 min 53 s |
| 5    | États-Unis | Matthew Boyles        | 1 h 30 min 03 s |
| 6    | Costa Rica | Allan Segura          | 1 h 32 min 27 s |
| 7    | États-Unis | John Nunn             | 1 h 32 min 37 s |
| 8    | Brésil     | José Alessandro Bagio | 1 h 34 min 15 s |

| Rang | Pays     | Athlète                   | Temps           |
| ---- | -------- | ------------------------- | --------------- |
| 1    | Salvador | Cristina López            | 1 h 38 min 59 s |
| 2    | Équateur | Miriam Ramón              | 1 h 40 min 03 s |
| 3    | Mexique  | María Esther Sánchez      | 1 h 41 min 47 s |
| 4    | Brésil   | Tânia Spindler            | 1 h 42 min 15 s |
| 5    | Mexique  | María del Rosario Sánchez | 1 h 42 min 47 s |
| 6    | Colombie | Sandra Zapata             | 1 h 43 min 44 s |
| 7    | Équateur | Yadira Guamán             | 1 h 46 min 06 s |

### 50 km marche
| \| Rang \| Pays \| Athlète \| Temps \| \| ---- \| ---------- \| ------------------ \| -------------------- \| \| 1 \| Équateur \| Xavier Moreno \| 3 h 52 min 07 s \| \| 2 \| Mexique \| Horacio Nava \| 3 h 52 min 35 s \| \| 3 \| Mexique \| Omar Zepeda \| 3 h 56 min 04 s \| \| 4 \| Salvador \| Salvador Mira \| 3 h 59 min 51 s (RN) \| \| 5 \| Guatemala \| Luis García \| 4 h 01 min 36 s \| \| 6 \| Colombie \| Fredy Hernández \| 4 h 03 min 10 s \| \| 7 \| Brésil \| Cláudio dos Santos \| 4 h 14 min 38 s \| \| 8 \| États-Unis \| Philip Dunn \| 4 h 15 min 47 s \| |            |                    |                      |
| Rang | Pays       | Athlète            | Temps                |
| 1 | Équateur   | Xavier Moreno      | 3 h 52 min 07 s      |
| 2 | Mexique    | Horacio Nava       | 3 h 52 min 35 s      |
| 3 | Mexique    | Omar Zepeda        | 3 h 56 min 04 s      |
| 4 | Salvador   | Salvador Mira      | 3 h 59 min 51 s (RN) |
| 5 | Guatemala  | Luis García        | 4 h 01 min 36 s      |
| 6 | Colombie   | Fredy Hernández    | 4 h 03 min 10 s      |
| 7 | Brésil     | Cláudio dos Santos | 4 h 14 min 38 s      |
| 8 | États-Unis | Philip Dunn        | 4 h 15 min 47 s      |

### Saut en hauteur
| Rang | Pays               | Athlète          | Performance |
| ---- | ------------------ | ---------------- | ----------- |
| 1    | Cuba               | Víctor Moya      | 2,32 m      |
| 2    | Bahamas            | Donald Thomas    | 2,30 m      |
| 3    | Antigua-et-Barbuda | James Grayman    | 2,24 m      |
| 4    | Brésil             | Jessé de Lima    | 2,24 m      |
| 5    | Mexique            | Gerardo Martínez | 2,24 m      |
| 6    | États-Unis         | Adam Shunk       | 2,24 m      |
| 7    | Bahamas            | Trevor Barry     | 2,21 m      |
| 7    | États-Unis         | Jamie Nieto      | 2,21 m      |

| Rang | Pays         | Athlète                | Performance |
| ---- | ------------ | ---------------------- | ----------- |
| 1    | Mexique      | Romary Rifka           | 1,95 m      |
| 2    | Canada       | Nicole Forrester       | 1,95 m      |
| 3    | Sainte-Lucie | Levern Spencer         | 1,87 m      |
| 4    | Colombie     | Caterine Ibargüen      | 1,87 m      |
| 5    | Brésil       | Eliana Renata da Silva | 1,84 m      |
| 6    | Dominique    | Juana Rosario Arrendel | 1,81 m      |
| 6    | États-Unis   | Sharon Day             | 1,81 m      |
| 8    | Argentine    | Solange Witteveen      | 1,81 m      |

### Saut en longueur
| Rang | Pays                   | Athlète           | Performance |
| ---- | ---------------------- | ----------------- | ----------- |
| 1    | Panama                 | Irving Saladino   | 8,28 m      |
| 2    | Cuba                   | Wilfredo Martínez | 7,92 m      |
| 3    | États-Unis             | Bashir Ramzy      | 7,90 m      |
| 4    | Cuba                   | Iván Pedroso      | 7,86 m      |
| 5    | Bahamas                | Osborne Moxey     | 7,81 m      |
| 6    | République dominicaine | Carlos Rafael     | 7,63 m      |
| 7    | Équateur               | Hugo Chila        | 7,60 m      |
| 8    | Porto Rico             | Allen Simms       | 7,55 m      |

| Rang | Pays              | Athlète          | Performance |
| ---- | ----------------- | ---------------- | ----------- |
| 1    | Brésil            | Maurren Maggi    | 6,84 m      |
| 2    | Brésil            | Keila Costa      | 6,73 m      |
| 3    | Cuba              | Yargelis Savigne | 6,66 m      |
| 4    | Jamaïque          | Elva Goulbourne  | 6,48 m      |
| 5    | Trinité-et-Tobago | Rhonda Watkins   | 6,42 m      |
| 6    | Bahamas           | Jackie Edwards   | 6,37 m      |
| 7    | États-Unis        | Shameka Marshall | 6,25 m      |
| 8    | Bermudes          | Arantxa King     | 6,18 m      |

### Triple saut
| Rang | Pays               | Athlète           | Performance |
| ---- | ------------------ | ----------------- | ----------- |
| 1    | Brésil             | Jadel Gregório    | 17,27 m     |
| 2    | Cuba               | Osniel Tosca      | 16,92 m     |
| 3    | Cuba               | Yoandri Betanzos  | 16,90 m     |
| 4    | Brésil             | Jefferson Sabino  | 16,81 m     |
| 5    | États-Unis         | Lawrence Williams | 16,72 m     |
| 6    | Bahamas            | Leevan Sands      | 16,67 m     |
| 7    | Grenade            | Randy Lewis       | 16,42 m     |
| 8    | Antigua-et-Barbuda | Ayata Joseph      | 15,73 m     |

| Rang | Pays              | Athlète          | Performance  |
| ---- | ----------------- | ---------------- | ------------ |
| 1    | Cuba              | Yargelis Savigne | 14,80 m (RJ) |
| 2    | Brésil            | Keila Costa      | 14,38 m      |
| 3    | Cuba              | Mabel Gay        | 14,26 m      |
| 4    | Brésil            | Maurren Maggi    | 14,07 m      |
| 5    | États-Unis        | Shani Marks      | 13,92 m      |
| 6    | États-Unis        | Yvette Lewis     | 13,49 m      |
| 7    | Trinité-et-Tobago | Ayanna Alexander | 13,21 m      |
| 8    | Guyana            | Michelle Vaughn  | 13,18 m      |

### Saut à la perche
| Rang | Pays         | Athlète             | Performance |
| ---- | ------------ | ------------------- | ----------- |
| 1    | Brésil       | Fábio da Silva      | 5,40 m      |
| 2    | Mexique      | Giovanni Lanaro     | 5,30 m      |
| 3    | Argentine    | Germán Chiaraviglio | 5,20 m      |
| 4    | Sainte-Lucie | Dominic Johnson     | 4,90 m      |
| 5    | États-Unis   | Derek Miles         | NM          |
| 6    | Cuba         | Lázaro Borges       | NM          |
| 7    | Mexique      | Robison Pratt       | NM          |
| 8    | Argentine    | Javier Benítez      | NM          |

| Rang | Pays       | Athlète              | Performance |
| ---- | ---------- | -------------------- | ----------- |
| 1    | Brésil     | Fabiana Murer        | 4,60 m (RJ) |
| 2    | États-Unis | April Steiner        | 4,40 m      |
| 3    | Cuba       | Yarisley Silva       | 4,30 m      |
| 4    | Argentine  | Alejandra García     | 4,20 m      |
| 5    | Brésil     | Joana Ribeiro Costa  | 4,20 m      |
| 6    | Chili      | Carolina Torres      | 4,00 m      |
| 7    | Uruguay    | Deborah Gyurcsek     | 3,75 m      |
| 8    | Pérou      | María Isabel Ferrand | 3,45 m      |

### Lancer du javelot
| Rang | Pays       | Athlète                 | Performance |
| ---- | ---------- | ----------------------- | ----------- |
| 1    | Cuba       | Guillermo Martínez      | 77,66 m     |
| 2    | États-Unis | Mike Hazle              | 75,33 m     |
| 3    | Brésil     | Alexon Maximiano        | 75,04 m     |
| 4    | Paraguay   | Víctor Fatecha          | 72,30 m     |
| 5    | Colombie   | Noraldo Palacios        | 71,14 m     |
| 6    | Argentine  | Pablo Pietrobelli       | 70,62 m     |
| 7    | États-Unis | Justin St. Clair        | 68,48 m     |
| 8    | Brésil     | Júlio César de Oliveira | 67,92 m     |

| Rang | Pays         | Athlète            | Performance |
| ---- | ------------ | ------------------ | ----------- |
| 1    | Cuba         | Osleidys Menéndez  | 62,34 m     |
| 2    | Cuba         | Sonia Bisset       | 60,68 m     |
| 3    | Bahamas      | Laverne Eve        | 58,10 m     |
| 4    | États-Unis   | Dana Pounds        | 58,00 m     |
| 5    | Brésil       | Alessandra Resende | 57,95 m     |
| 6    | Sainte-Lucie | Erna-Gene Evans    | 54,23 m     |
| 7    | Nicaragua    | Dalila Rugama      | 52,36 m     |
| 8    | Paraguay     | Leryn Franco       | 52,24 m     |

### Lancer du disque
| Rang | Pays                            | Athlète           | Performance |
| ---- | ------------------------------- | ----------------- | ----------- |
| 1    | États-Unis                      | Michael Robertson | 59,24 m     |
| 2    | États-Unis                      | Adam Kuehl        | 57,50 m     |
| 3    | Canada                          | Dariusz Slowik    | 57,37 m     |
| 4    | Argentine                       | Germán Lauro      | 56,08 m     |
| 5    | Cuba                            | Yunio Lastre      | 54,80 m     |
| 6    | Brésil                          | Ronald Julião     | 54,36 m     |
| 7    | Saint-Vincent-et-les-Grenadines | Adonson Shallow   | 54,03 m     |
| 8    | Colombie                        | Julián Angulo     | 50,79 m     |

| Rang | Pays              | Athlète             | Performance |
| ---- | ----------------- | ------------------- | ----------- |
| 1    | Cuba              | Yarelis Barrios     | 61,72 m     |
| 2    | Cuba              | Yania Ferrales      | 61,71 m     |
| 3    | Brésil            | Elisângela Adriano  | 60,27 m     |
| 4    | États-Unis        | Suzanne Powell-Roos | 59,08 m     |
| 5    | États-Unis        | Summer Pierson      | 56,03 m     |
| 6    | Haïti             | Dayana Octavien     | 53,66 m     |
| 7    | Trinité-et-Tobago | Annie Alexander     | 51,52 m     |
| 8    | Brésil            | Renata Figueirêdo   | 50,23 m     |

### Lancer du poids
| Rang | Pays       | Athlète             | Performance |
| ---- | ---------- | ------------------- | ----------- |
| 1    | Canada     | Dylan Armstrong     | 20,10 m     |
| 2    | Jamaïque   | Dorian Scott        | 20,06 m     |
| 3    | Cuba       | Carlos Véliz        | 19,75 m     |
| 4    | États-Unis | Garrett Johnson     | 19,67 m     |
| 5    | Argentine  | Germán Lauro        | 19,49 m     |
| 6    | Chili      | Marco Antonio Verni | 18,54 m     |
| 7    | Cuba       | Alexis Paumier      | 18,47 m     |
| 8    | Venezuela  | Yojer Medina        | 18,10 m     |

| Rang | Pays              | Athlète               | Performance |
| ---- | ----------------- | --------------------- | ----------- |
| 1    | Cuba              | Misleydis González    | 18,83 m     |
| 2    | Cuba              | Yumileidi Cumbá       | 18,28 m     |
| 3    | Trinité-et-Tobago | Cleopatra Borel-Brown | 18,22 m     |
| 4    | États-Unis        | Jillian Camarena      | 18,11 m     |
| 5    | États-Unis        | Kristin Heaston       | 17,88 m     |
| 6    | Brésil            | Elisângela Adriano    | 17,73 m     |
| 7    | Chili             | Natalia Ducó          | 16,92 m     |
| 8    | Brésil            | Andréa Pereira Britto | 16,52 m     |

### Lancer du marteau
| Rang | Pays       | Athlète            | Performance  |
| ---- | ---------- | ------------------ | ------------ |
| 1    | Canada     | James Steacy       | 73,77 m      |
| 2    | États-Unis | Kibwe Johnson      | 73,23 m      |
| 3    | Argentine  | Juan Ignacio Cerra | 72,12 m      |
| 4    | États-Unis | A. G. Kruger       | 68,71 m      |
| 5    | Chili      | Patricio Palma     | 67,86 m (RN) |
| 6    | Cuba       | Noleysis Bicet     | 67,51 m      |
| 7    | Brésil     | Wágner Domingos    | 65,27 m      |
| 8    | Venezuela  | Aldo Bello         | 63,98 m      |

| Rang | Pays       | Athlète            | Performance  |
| ---- | ---------- | ------------------ | ------------ |
| 1    | Cuba       | Yipsi Moreno       | 75,20 m (RJ) |
| 2    | Cuba       | Arasay Thondike    | 68,70 m      |
| 3    | Argentine  | Jennifer Dahlgren  | 68,37 m      |
| 4    | États-Unis | Kristal Yush       | 66,47 m      |
| 5    | États-Unis | Brittany Riley     | 65,49 m      |
| 6    | Canada     | Crystal Smith      | 64,78 m      |
| 7    | Canada     | Sultana Frizell    | 63,25 m      |
| 8    | Colombie   | Eli Johanna Moreno | 62,77 m      |

### 4 × 100 m relais
| Rang | Pays                       | Athlète                                                        | Performance |
| ---- | -------------------------- | -------------------------------------------------------------- | ----------- |
| 1    | Brésil                     | Vicente de Lima Rafael Ribeiro Basílio de Morães Sandro Viana  | 38 s 81     |
| 2    | Canada                     | Richard Adu-Bobie Anson Henry Jared Connaughton Brian Barnett  | 38 s 87     |
| 3    | États-Unis                 | J-Mee Samuels Rae Edwards Rubin Williams Darvis Patton         | 38 s 88     |
| 4    | Trinité-et-Tobago          | Mikel Thomas Marc Burns Emmanuel Callender Keston Bledman      | 39 s 23     |
| 5    | Cuba                       | Wilfredo Martínez Jenris Vizcaino Yoan Frias Dayron Robles     | 39 s 46     |
| 6    | Antilles néerlandaises     | Prince Kwidama Charlton Rafaela Brian Mariano Churandy Martina | 39 s 83     |
| 7    | Bahamas                    | Shamar Sands Troy McIntosh Adrian Griffith Jacobi Mitchell     | 39 s 91     |
| 8    | Saint-Christophe-et-Niévès | Allistar Clarke Delwayne Delaney Robert Morton Kim Collins     | 40 s 20     |

| Rang | Pays                       | Athlète                                                         | Performance  |
| ---- | -------------------------- | --------------------------------------------------------------- | ------------ |
| 1    | Jamaïque                   | Sheri-Ann Brooks Tracy-Ann Rowe Aleen Bailey Peta-Gaye Dowdie   | 43 s 58      |
| 2    | États-Unis                 | Shareese Woods Mechelle Lewis Alexis Weatherspoon Mikele Barber | 43 s 62      |
| 3    | Cuba                       | Virgen Benavides Roxana Díaz Misleidys Lazo Anay Tejeda         | 43 s 80      |
| 4    | Porto Rico                 |                                                                 | 43 s 81 (RN) |
| 5    | Saint-Christophe-et-Niévès |                                                                 | 44 s 14      |
| 6    | Brésil                     |                                                                 | 44 s 14      |
| 7    | Trinité-et-Tobago          |                                                                 | 44 s 33      |
| 8    | Colombie                   |                                                                 | DNS          |

### 4 × 400 m relais
| Rang | Pays                   | Athlète                                                                  | Performance   |
| ---- | ---------------------- | ------------------------------------------------------------------------ | ------------- |
| 1    | Bahamas                | Andrae Williams Avard Moncur Michael Mathieu Chris Brown                 | 3 min 01 s 94 |
| 2    | États-Unis             | Greg Nixon Jamaal Torrance Laron Bennett David Neville                   | 3 min 02 s 44 |
| 3    | République dominicaine | Carlos Yohelin Santa Arismendy Peguero Yoel Armando Tapia Felix Sanchez  | 3 min 02 s 48 |
| 4    | Trinité-et-Tobago      | Ato Mobido Renny Quow Jarrin Soloman Zwede Hewitt                        | 3 min 03 s 60 |
| 5    | Jamaïque               | Allodin Fothergill Dwight Mullings Edino Steele Leford Green             | 3 min 04 s 15 |
| 6    | Brésil                 | Eduardo Vasconcelos Sanderlei Parrela Anderson Santos Fernando Almeida   | 3 min 05 s 87 |
| 7    | Porto Rico             | Hector Carrasquillo Felix Adolfo Martinez Adalberto Amador Javier Culson | 3 min 06 s 22 |
| 8    | Guatemala              | Jorge Luis Solorzano Camilo Quevedo Edwin Cecilio Baltazar Allan Ayala   | 3 min 17 s 89 |

| Rang | Pays              | Athlète                                                               | Performance   |
| ---- | ----------------- | --------------------------------------------------------------------- | ------------- |
| 1    | Cuba              | Aymee Martinez Daimí Pernía Zulia Calatayud Indira Terrero            | 3 min 27 s 51 |
| 2    | Mexique           | Maria Teresa Rugerio Gabriela E. Medina Zudikey Rodriguez Ana Guevara | 3 min 27 s 75 |
| 3    | États-Unis        | Debbie Dunn Angel Perkins Latonia Wilson Nicole Leach                 | 3 min 37 s 84 |
| 4    | Jamaïque          |                                                                       | 3 min 28 s 74 |
| 5    | Brésil            |                                                                       | 3 min 28 s 89 |
| 6    | Canada            |                                                                       | 3 min 32 s 37 |
| 7    | Trinité-et-Tobago |                                                                       | 3 min 39 s 67 |
| 8    | Équateur          |                                                                       | 3 min 43 s 88 |

### Décathlon/Heptathlon
| Rang | Pays       | Athlète                | Performance    |
| ---- | ---------- | ---------------------- | -------------- |
| 1    | Jamaïque   | Maurice Smith          | 8 278 pts (RJ) |
| 2    | Cuba       | Yordani García         | 8 113 pts      |
| 3    | Brésil     | Carlos Eduardo Chinin  | 7 977 pts      |
| 4    | Cuba       | Leonel Suárez          | 7 936 pts      |
| 5    | États-Unis | Ryan Harlan            | 7 687 pts      |
| 6    | États-Unis | Chris Boyles           | 7 666 pts      |
| 7    | Brésil     | Ivan Scolfaro da Silva | 7 665 pts      |
| 8    | Chili      | Gonzalo Barroilhet     | 7 193 pts      |

| Rang | Pays       | Athlète           | Performance |
| ---- | ---------- | ----------------- | ----------- |
| 1    | Canada     | Jessica Zelinka   | 6 136 pts   |
| 2    | Cuba       | Gretchen Quintana | 6 000 pts   |
| 3    | Brésil     | Lucimara da Silva | 5 873 pts   |
| 4    | Cuba       | Yasmiany Pedroso  | 5 692 pts   |
| 5    | États-Unis | Virginia Johnson  | 5 619 pts   |
| 6    | Brésil     | Elizete da Silva  | 5 564 pts   |
| 7    | Porto Rico | Yaritza Rivera    | 5 517 pts   |
| 8    | Argentine  | Daniela Crespo    | 4 951 pts   |